# Slaget ved Helsingborg (1535)
 For alternative betydninger, se Slaget ved Helsingborg. (Se også artikler, som begynder med Slaget ved Helsingborg)
Slaget ved Helsingborg udspillede sig den 13. januar 1535 som en del af den danske borgerkrig Grevens fejde. Slaget stod mellem en indgribende svensk hær sammen med en skånsk adelshær og en tysk hær sammen med en borgerhær fra Malmö. Slaget endte med en sejr for den svensk-skånske adelshær og indebar, at de skånske landskaber kom under Christian 3.s kontrol.

## Baggrund
Grevens fejde brød ud i maj 1534, da en lybsk hær under greve Christoffer af Oldenburg rykkede ind i Jylland med det mål at genindsætte Christian 2. på Danmarks trone. På grevens side stod stæderne København og Malmøs styrende, som støttede reformationen og var modstandere af det stærke adelsvælde i Danmark, samt en stor del af landets bønder, blandt hvilke Christian 2. var yderst populær. På den anden side stod størstedelen af den danske adel, rigsrådet og den højre præstestand, som nu valgte den tidligere konge Frederik 1.s søn, hertug Christian, til konge.
For at styrke forsvaret af Jylland udskibede det danske rigsråd ryttere fra Skåne, hvilket blot efterlod en adelshær og lensmændenes tropper til Skånes forsvar. Rigsmarsken og lensmændene på Helsingborg Slot, en af Skånes mægtigste mænd, Tyge Krabbe, forsøgte at samle de resterende tropper til støtte for Christian 3. og drog mod Malmø for at kue stadens styrende. Malmøs borgmester, Jørgen Kock, også han med stor magt i egenskab af kongelig møntmester, lukkede den 28. maj Malmøs porte, og stadens borgere indtog og demolerede Malmøhus slot og tog dets lensmand, Mogens Gyldenstjerne, til fange. Slottet rummede store dele af adelens förråd af våben. Samtidig ankom en lybsk flåde til Øresund, hvor den landsatte tropper på Sjælland, og forhandlinger mellem Jørgen Kock og den skånske adel indledtes. Pressede af situationen antog adelen borgerne og grev Christoffers krav og i august hyldedes han på Christian 2.s vegne som regent over Skånelandene ved Skånes landsting. Tyge Krabbe forestod hyldningseden i nærværelse af ærkebiskop Torben Bille.
I efteråret 1534 kontrollerede grevens tropper Skånelandene, Sjælland, Fyn og dele af Jylland. Dette fik den svenske konge Gustav Vasa til at indgribe, efter som han ikke kunne tåle at på ny skulle se Christian 2. på Danmarks trone. Gustav Vasa sendte en mindre troppestyrke under ledelse af Lars Siggesson Sparre til Halland, hvor man indtog Halmstad og belejrede Varbergs fæstning. Den svenske indgriben fik Lübecks råd til at tvivle på grev Christofers muligheder for at vinde krigen, og man sendte derfor den fremstående hærleder Markus Meyer til Danmark, hvor han snart begav sig til Skåne. Man søgte også støtte hos den katolske hertug Albrekt 7. af Mecklenburg-Güstrow, som gik med til at sende en hær under ledelse af grev Johan af Hoya til Sjælland. Beskeden om, at svenske tropper var gået ind i konflikten, fik den skånelandske adel at tage mod til sig og på nytårsaften opsige sin troskabsed til grev Christofer og anerkende Christian 3. som sin konge. Man samlede sine krigsfolk ved Ängelholm og marcherede der efter mod Vä, hvorfra man tog kontakt med de svenske tropper.
Markus Meyer og Johan af Hoya havde på dette tidspunkt indledt en belejring af Halmstad, understøttet af en borgerhær fra Malmø under ledelse af Jørgen Kock. Da nyhederne om den skånske adels modstand nåede dem, brød de dog den 4. januar belejringen for at undgå at komme i klemme mellem to hære. Johan af Hoya begav sig til København, da han antagelig anså, at Skåne var gået tabt, mens Meyer og Kock vendte sig med sine tropper ned mod Helsingborg. De svenske tropper og det skånelandske adelsopbud, som nu havde slået sig sammen, fulgte efter.

## Slaget
Da den tyske hær nåede Helsingborg, tog Meyer kontakt med Tyge Krabbe, som under hele konflikten havde opholdt sig på slottet under nøje overvågning fra stadens borgere og borgmesteren Mogens Bødker. Han ville på denne måde sikre sig, at han kunne regne med lensherrens støtte mod den svenske hær og at han kunne få understøttelse fra slottets kanoner. Krabbe svarede noget tvetydigt, at han stod på de forbundnes side, men dette svar godtog Meyer. Han stillede der efter sine trppper op med ryggen mod slottet mellem dominikanerklosteret Sankt Nicolai og kirken Sankt Petri, begge senere forsvundne. Ifølge planerne skulle slottets kanoner så have frit skudhold så snart, man så fjendetropperne rykke frem. De tyske tropper bestod af tre fänikor, modsvarende omkring 1.500 mand.
De svenske tropper, sammen med adelsmændenes overlegne rytteri, ankom fra Ängeholmsvejen og drog sydpå gennem snårskoven for at møde Meyers folk fra Slottsvången øst for staden. Dækket af halvmørket om morgenen den 12. januar rykkede den svensk-skånske adelshær forsigtigt frem mod Helsingborg slot. Den tyske hær havde indtaget sine stillinger foran slottet, og omkring klokken 8 om morgenen udbrød de første kampe. Ifølge oplysninger fra Jørgen Kock formåede de tyske tropper at modstå de første svenske fremrykninger, og de stod imod frem til klokken 3 om eftermiddagen, hvor efter de svenske tropper trak sig tilbage. Stridighederne blev genoptaget den 13. januar omkring samme tidspunkt som dagen før. Ved slagets begyndelse vendte imidlertid Tyge Krabbe sine kanoner mod de tyske tropper og lod dem beskyde med hagl fra slottet. Meyer og Kock sendte da en adjutant for at finde ud af hvad, der skete, men da denne ikke blev sluppet ind, stod det klart, at Krabbe var gået over på sine adelsfrænders side. Fangede mellem kanonild fra to retninger flygtede de sammen med 700 mand ind bag klosterets mure. Derfra lykkedes det Kock at flygte ned gennem staden, hvorfra han sammen med mellem 100 og 250 mand kunne komme over sundet til den sjællandske side. Ved slagets afslutning åbnede Krabbe slottets porte for den svensk-skånske hær.
Klosteret, som lå inden for sit eget kastel, belejredes og faldt efter kraftig beskydning, både fra slottet og de svenske tropper. Meyer kunne byde modstand i et døgn inden, at han blev tvunget til at opgive sin stilling og blev tilfangetaget sammen med Michel Blink og junker Peter van Gelleren. De tilfangetagne tropper førtes dels til Sverige, dels til Ystad, mens Meyer blev holdt fangen på Varbergs fæstning.

## Følger
Efter slaget ved Helsingborg vendte stridslykken for Christian 3.s støtter, og næsten hele Danmark øst for Øresund var under kongens kontrol. Kun Malmø, Landskrona og Varberg, som blev indtaget af den der fængslede Markus Meyer, holdt stand. Efter slaget fulgte flere sejre for Christian 3., blandt andet et søslag ved Bornholm, som brød Lübecks herredømme over havet, og det afgørende slag ved Øksnebjerg, hvor grevens tropper led et stort nederlag. Lübeck så da sin sag tabt, og fred blev indgået i Hamborg i februar 1536. I og med freden kapitulerede Malmø og senere tillige Varberg. Landskrona var faldet allerede i oktober 1535. Som det sidste fæste kapitulerede endelig København den 29. juli 1536, og Christian 3. var nu konge over hele Danmark.
Jørgen Kock vendte tilbage til Malmø i 1537 og formåede ved stor politisk dygtighed at undgå større repressalier fra kongen side. måske formildedes kongen derved, at den formuende Kock gav staten flere store lån og lovede at bekoste genopbygningen af det raserede Malmøhus slot. Kock blev atter valgt til Malmøs borgmester i 1540, en titel han havde tabt under borgerkrigen. Tyge Krabbe havde derimod svært ved at vinde den lutherske Christian 3.s tillid dels som følge af, at han havde skiftet side under krigen, men tillige fordi den konservative Krabbe forblev katolik livet ud. Han mistede Helsingborgs slotslen i december 1536, officielt "paa Grund af Alder og Skrøbelighed", men fik senere Ängelholm stad som forlening. Han beholdt sin plads i rigsrådet frem til sin død 1541 og bar som rigsmarsk rigssværdet ved Christian 3.s kroning i august 1537.
Markus Meyer havde som omtalt kunnet tage magten i sit tiltænkte fængsel, Varbergs fæstning, hvilken han holdt frem til 1536, da Christian 3.-trofaste tropper kunne indtage slottet. Meyer førtes til Helsingør,hvor han blev stillet for retten, dømt og senere henrettet. De tilfangetagne tyske lejeknægte betalede i Sverige sin løsen ved at uden betaling tjene Gustav Vasa i en måned, hvor efter de gik over i svensk tjeneste.